# ستيفان غروبر
ستيفان غروبر (بالإنجليزية: Stefan Gruber)‏ هو رسام كارتون أمريكي، ولد في 8 ديسمبر 1975 في سياتل في الولايات المتحدة.